# Phillip McCallen
Phillip McCallen (* 22. September 1963 in Portadown, Nordirland) ist ein ehemaliger britischer Motorradrennfahrer. McCallen fuhr überwiegend Straßenrennen.

## Karriere
Phillip McCallen wuchs unweit von Tandragee auf. Rund um den kleinen Ort findet jährlich ein Straßenrennen für Motorräder – die Tandragee 100 – statt. So kam er sehr früh mit dem Rennsport in Berührung. Seine Laufbahn begann er 1984. Er war der letzte Fahrer, der für die britische Marke Norton 1993 einen Sieg bei der Tourist Trophy erringen konnte.
Für ein breiteres Publikum in Erscheinung trat Phillip McCallen 1998 mit dem Sieg beim Manx Grand Prix, dem Amateur- und Nachwuchswettbewerb auf der Isle of Man. Im Folgejahr trat er bei der Isle of Man TT als Profifahrer an und konnte das Rennen insgesamt elfmal gewinnen, so dass er auf der ewigen Bestenliste derzeit auf Platz fünf rangiert. Für Aufregung sorgte die Saison 1996, als er vier Rennen in einer Woche bei der TT gewann. Diese Bestmarke wurde erst 2010 von Ian Hutchinson mit fünf Siegen überboten. Neben der TT nahm Mccallen auch sehr erfolgreich mit einigen Siegen beim North West 200 und am Ulster Grand Prix teil.
Nach dem Ende seiner aktiven Laufbahn engagierte sich Phillip McCallen in der Verbandsarbeit. 2010 wurde er zum Präsidenten der TT Riders Association, der Fahrervereinigung der Tourist Trophy Piloten, gewählt.

## Privatleben
Phillip McCallen ist mit Manda – einer ehemaligen Misswahlsiegerin – verheiratet. Das Paar hat zwei Kinder. Er betreibt ein Motorradgeschäft in Lisburn und war immer wieder für Honda als Berater tätig.

## Siegestatistik
| Jahr | Klasse               | Maschine | Rennen            |
| ---- | -------------------- | -------- | ----------------- |
| 1991 | Junior               | Honda    | Ulster Grand Prix |
| 1991 | Supersport 400       | Honda    | Ulster Grand Prix |
| 1991 | 600er                | Honda    | North West 200    |
| 1992 | 250er/230er Rennen 1 | Honda    | North West 200    |
| 1992 | 400er                | Honda    | North West 200    |
| 1992 | 600er                | Honda    | North West 200    |
| 1992 | Superbike Rennen 1   | Honda    | North West 200    |
| 1992 | Superbike Rennen 2   | Honda    | North West 200    |
| 1992 | Formel 1             | Honda    | Isle of Man TT    |
| 1992 | Supersport           | Honda    | Isle of Man TT    |
| 1993 | Junior               | Honda    | Ulster Grand Prix |
| 1993 | 600er                | Honda    | Ulster Grand Prix |
| 1993 | Senior               | Honda    | Ulster Grand Prix |
| 1993 | Senior               | Honda    | Isle of Man TT    |
| 1994 | 250er/400er Rennen 1 | Honda    | Ulster Grand Prix |
| 1994 | 250er/400er Rennen 2 | Honda    | Ulster Grand Prix |
| 1994 | 600er                | Honda    | Ulster Grand Prix |
| 1994 | Superbike Rennen 2   | Honda    | Ulster Grand Prix |
| 1995 | 250er/230er Rennen 1 | Honda    | North West 200    |
| 1995 | 600er                | Honda    | North West 200    |
| 1995 | Formel 1             | Honda    | Isle of Man TT    |
| 1996 | 250er                | Honda    | Ulster Grand Prix |
| 1996 | Junior               | Honda    | Ulster Grand Prix |
| 1996 | 600er                | Honda    | Ulster Grand Prix |
| 1996 | Superbike Rennen 1   | Honda    | Ulster Grand Prix |
| 1996 | Superbike Rennen 2   | Honda    | Ulster Grand Prix |
| 1996 | 600er                | Honda    | North West 200    |
| 1996 | Superbike Rennen 2   | Honda    | North West 200    |
| 1996 | Formel 1             | Honda    | Isle of Man TT    |
| 1996 | Junior               | Honda    | Isle of Man TT    |
| 1996 | Production           | Honda    | Isle of Man TT    |
| 1996 | Senior               | Honda    | Isle of Man TT    |
| 1996 | Solomotorrad         | Yamaha   | Macau Grand Prix  |
| 1997 | Formel 1             | Honda    | Isle of Man TT    |
| 1997 | Production           | Honda    | Isle of Man TT    |
| 1997 | Senior               | Honda    | Isle of Man TT    |
| 1997 | Superbike Rennen 1   | Honda    | North West 200    |